# The Shangri-Las
The Shangri-Las was een Amerikaanse meidengroep uit de jaren 60, die pop en garagerock maakte met een melodramatische ondertoon en een voorkeur voor liederen over liefdesverdriet, jongens en tienerangst. De bekendste hits van The Shangri-Las zijn Leader of the pack, Past, Present and Future en Remember (Walking in the Sand).  
De groep bestond van 1963 tot 1968 en bestond uit vier jonge vrouwen, die soms optraden als een drietal. 
De vier groepsleden waren de zusjes Weiss (Mary (leadzangeres) en Elizabeth of 'Betty') en de tweeling Ganser (Marguerite of 'Marge' en Mary Ann). Mary Ann Ganser overleed in 1970 aan een overdosis drugs. Haar zus Marge overleed in 1996 aan borstkanker. Mary Weiss overleed op 19 januari 2024 op 75-jarige leeftijd.

## Hitlijsten
| Single met eventuele hitnotering(en) in de Nederlandse Top 40 | Datum van verschijnen | Datum van binnenkomst | Hoogste positie | Aantal weken | Opmerkingen |
| ------------------------------------------------------------- | --------------------- | --------------------- | --------------- | ------------ | ----------- |
| Past, Present And Future                                      | 1966                  | 26-06-1971            | 17              | 5            |             |
| Remember (Walkin' In The Sand)                                | 1964                  |                       | tip27           |              |             |
| I Can Never Go Home Anymore                                   | 1965                  |                       | tip20           |              |             |
| Leader Of The Pack                                            | 1964                  |                       | tip14           |              |             |

## NPO Radio 2 Top 2000
Van The Shangri-Las stond alleen Leader of the Pack in 1999 in de NPO Radio 2 Top 2000, op plek 1883.